# پسامارکسیسم
پسامارکسیسم روندی در فلسفه سیاسی و نظریه اجتماعی است که با دور زدن مارکسیسم ارتدکس، نوشته‌های کارل مارکس و مارکسیسم را بهم ریخته‌است. اصطلاح پسا مارکسیسم اولین بار در کار نظری ارنستو لاکلائو و شانتال موفه هژمونی و استراتژی سوسیالیست ظاهر شد. می‌توان گفت پسامارکسیسم به عنوان یک تئوری سیاسی در دانشگاه اسکس توسط لاکلو و موفه توسعه یافت. از نظر فلسفی، پسا مارکسیسم با اشتیاق گرایی و ذات‌باوری مقابله می‌کند. (به عنوان مثال، اقتصاد را بنیادی از سیاست نمی‌داند و دولت را ابزاری می‌داند که به نمایندگی از منافع یک طبقه معین بدون ابهام و خودمختار کار کند). بررسی اجمالی اخیر دربارهٔ پسامارکسیسم توسط ارنستو اسکرپانتی، گوران تربرن و گریگوری میرسون ارائه شده‌است.

## تاریخچه
پسا مارکسیسم از اواخر دهه ۱۹۶۰ آغاز شد و چندین روند و رویداد در آن دوره در پیشرفت آن تأثیر گذاشت. ضعف الگوی اتحاد جماهیر شوروی آشکار شد و مارکسیسم از زمان انترناسیونال دوم با کمبود روبرو شد. این اتفاق همزمان با وقوع اعتصابات و اشغالها در سال ۱۹۶۸ در سطح بین‌المللی، ظهور نظریه مائوئیسم و گسترش تلویزیون‌های تجاری که جنگ ویتنام را در پخش آن پخش می‌کرد، رخ داد. متعاقباً، لاکلاو و موفه با قرار دادن تجزیه و تحلیل خود در یک چارچوب غیر ذات گرایانه پسا مارکسیستی، به گسترش «موقعیت‌های موضوعی جدید» می‌پردازند.

## یادداشت
1. ↑  Mclean, Ian; Mcmillan, Alistair (2003) The Concise Oxford Dictionary of Politics (Article: State). Oxford University Press.
2. ↑  "The Postmodern Crisis in Economics and the Revolution against Modernism", “Rethinking Marxism”, 2000
3. ↑  Therborn, Göran (2008). From Marxism to Post-Marxism. London: Verso. 208 pp.
4. ↑  Meyerson, Gregory (2009). Post-Marxism as Compromise Formation.